# Práce (nakladatelství)
Práce bylo vydavatelství a nakladatelství ROH založené v květnu 1945.

## Historie
Práce vznikla bezprostředně po osvobození v květnu 1945 jako nakladatelství Revolučního odborového hnutí, sídlila ve konstruktivistickém Paláci Praha na Václavském náměstí čp. 834/17 (pod rohem Jindřišské, do konce války sídlo deníku Národní politika, po přestavbě od r. 2010 obchodní dům Van Graaf), PSČ 112 58. Vydavatelství a nakladatelství vydávalo především odborářský deník Práce (jeho redakce byla v sousedním domě na Václavském náměstí 15) a mnoho knižních i časopiseckých odborných titulů z oblasti technické, ekonomické, pracovněprávní a sociální se zaměřením na odborovou činnost na pracovištích. Beletrie byla na okraji zájmu nakladatelství.
Po zániku ROH v roce 1990 a po osamostatnění deníku Práce v roce 1992 se nakladatelství v únoru 1993 transformovalo ve společnost s ručením omezeným (IČO 48585718). Funkci ředitele vykonával do roku 1995 Miro Vosátka (* 1943). V polovině 90. let podle Halady přesídlila Práce na Výstavišti Praha, sídlo v Obchodním rejstříku se však nezměnilo; po roce 1998 přestalo nakladatelství vyvíjet činnost a v květnu 2000 vstoupila firma do likvidace.

### Vývoj názvu
- Vydavatelství a nakladatelství Práce (1945–1946)
- Práce, tiskařské, nakladatelské a knihkupecké podniky ROH (1946–1955)
- Práce, vydavatelství a nakladatelství ROH (1955 – říjen 1990)
- Vydavatelství a nakladatelství Práce (1990–3)
- Vydavatelství a nakladatelství Práce, s.r.o. (1993–1998, respektive 2000; do dubna 2002 v likvidaci, do listopadu 2003 opět bez přívlastku, poté přejmenováno C - FACILITY MANAGEMENT s.r.o.)

## Publikace
V nakladatelství Práce celkem vyšlo 6875 titulů; do roku 1990 se produkce pohybovala okolo 100 publikací ročně, později kolísala mezi třiceti a čtyřiceti tituly. Tisk všech publikací zabezpečovala tiskárna Práce, jež se v druhé polovině padesátých let stala součástí tiskárenského podniku Mír.
Edice beletrie
- Románové novinky (1946–1992, vydáno 327 brožovaných titulů)
- Knižnice Příliv (1945–1991)
- Edice ROD (též jako knižnice ROmánů Doby, 1948–1952)
- Knižnice Erb (1968–1995); obsahovala řady Červená řada (1968–1985), Modrá řada (1968–1984), Bílá řada (1969–1980), Zlatá řada (1970–1983)
- Edice Kamarád (1974–1993, vydáno 221 svazků)
- Poezii byla vyhrazena Knižnice Klín (1945–1953, obnovena 1969–1992, vydáno 81 svazků)

Edice odborné
- Knihovnička úderníků (1949–1956)
- Osnovy odborářského školení (1948–1952)
- Knižnice odboráře (1952–1970)
- Knižnice odborového funkcionáře (1973–1984)
- Technické příručky Práce (1949–1951)
- Technická minima (1950–1953)
- Technický výběr do kapsy (1958–1976, vydáno 140 svazků)
- Za vyšší produktivitu práce – řada technická (1951–1954), řada ekonomická (1951–1952)
- Nové hospodářství (1946–1950 v řadách A, B a C)
- Knižnice socialistického hospodářství (1950–1953)
- Mzdové příručky (1961–1969)
- Knižnice ekonomiky práce (1958–1970)
- Na pomoc intenzifikaci národního hospodářství (1984–1987)
- Edice Impulsy (1987–1991)
- Knižnice národního pojištění (1952–1980)
- Právní poradna Práce (1969–1988)
- Na pomoc rozhodčím komisím (1976–1988)
- Dokumenty (1974–1989, vydáno 40 svazků)
- Kroniky práce a bojů (1958–1988)
- Malá encyklopedie světového odborového hnutí (1962–1969)
- Sešity domácího hospodaření (1961–1999, vydáno 260 svazků)

Časopisy
- Technický týdeník
- Svět práce (týdeník)
- Odborář (čtrnáctideník)
- Práce a mzda (měsíčník)
- Bezpečnost a hygiena práce (měsíčník)
- Kulturní práce (měsíčník)
- Československé odbory (měsíčník pro zahraničí)